# Psi2 del Cranc
|  | No s'ha de confondre amb Psi1 Cancri. |

Psi² del Cranc (ψ² Cancri) és un estel a la constel·lació del Cranc el (Càncer) de magnitud aparent +5,73. S'hi troba a 137 anys llum de distància del sistema solar. Es pot anomenar ψ Cancri, molt ocasionalment com a ψ² Cancri, per distingir-lo de 13 Cancri, que de vegades s'anomena ψ¹Cancri.
Encara que Psi Cancri apareix catalogada amb tipus espectral G7V en diverses bases de dades, la seva grandària i lluminositat indiquen que es tracta d'un estel més evolucionat, figurant com subgegant G8IV en diversos estudis. El seu diàmetre, més de 3 vegades més gran que el del Sol, així com la seva lluminositat, 9 vegades major que la lluminositat solar, la descarten com a estel de la seqüència principal. Amb una temperatura efectiva d'entre 5.232 i 5.262 K, té una metal·licitat —abundància relativa d'elements més pesats que l'heli— comparable a la solar. Itri i escandi són els elements que, comparativament amb el Sol, s'hi troben en menor proporció.
Psi Cancri gira sobre si mateixa amb una velocitat de rotació de 3,1 km/s. Encara que més massiva que el Sol, no existeix acord sobre la seva massa; un estudi assenyala un valor de 1,64 masses solars, mentre que un altre estableix la xifra de 3,3 masses solars, clarament superior. Una cosa semblant ocorre amb la seva edat, compresa entre 1.950 i 2.700 milions d'anys.